# Вија Ив Новембре (Казерта)
Вија Ив Новембре је насеље у Италији у округу Казерта, региону Кампанија.
Према процени из 2011. у насељу је живело 19 становника. Насеље се налази на надморској висини од 47 м.